# Abakan
Abakan (russisk: Aбакан, tr. Abakan; khakasisk: Агбан, tr. Ağban) er en by i Republikken Khakasija i den sibirske del af Den Russiske Føderation. Byen er hovedstad i republikken, og er en største by i Republikken Khakasija med 181.709(2017) indbyggere.

## Geografi
Abakan ligger i den centrale del af Minusinsksænkningen, ved sammenløbet af floderne Jenisej og Abakan.

## Historie
Abakan blev førstegang omtalt i 1675 og fik bystatus i 1700-tallet .